# Cetomimiformes
Cetomimiformes é uma ordem de peixes Actinopterygii. Nelson (2006) inclui este táxon na ordem Stephanoberyciformes, dentro da superfamília Cetomimoidea. Sua ordem irmã é a Beryciformes. São encontrados principalmente em águas tropicais e temperadas em todo o globo.